# Закон Сєверцова
Закон Сєверцова, закон чергування фаз еволюційного процесу — сформульований О. М. Сєверцовим (1920) закон (принцип), згідно з яким існує закономірна зміна фаз еволюційного процесу, характерна для всіх груп організмів, а саме: ароморфози та аллогенези взаємопов'язані — після арогенних перетворень і виходу в нову адаптивну зону починається інтенсивна алогенна еволюція, яка означає освоєння нового середовища і диференціацію материнського таксона на безліч дочірніх.